# National Rifle Association (Reino Unido)
A National Rifle Association (NRA) fundada em 1859, é uma instituição de caridade registrada com uma "Carta Régia", sediada no mundialmente famoso Complexo de Bisley desde 1890.
O objetivo declarado da NRA-UK é: promover e incentivar a pontaria em todos os domínios da rainha no interesse da defesa e na permanência das forças voluntárias e auxiliares, navais, militares e ar. A NRA é o órgão que governa os esportes de fuzil de cano cheio, espingarda (exceto pombo de argila) e de tiro com pistola no Reino Unido.

## História
A National Rifle Association foi fundada em 1859, com base em Putney Heath & Wimbledon Common, 12 anos antes de seu homônimo americano mais conhecido. Em 1890, a rainha Victoria concedeu à NRA uma Carta Real de Incorporação.
Seu objetivo inicial era arrecadar fundos para uma reunião nacional anual de rifles (agora conhecida como Reunião Imperial) "para a promoção da pontaria no interesse da Defesa do Reino e permanência das Forças Voluntárias, Marinha, Militar e Aérea".
Em 1878, Edward Walford escreveu: "Essas reuniões anuais são atendidas pela elite da moda e sempre incluem um grande número de mulheres, que geralmente demonstram o maior interesse na prática de tiro dos vários concorrentes, seja pela honra de levar o Escudo Elcho, o Prêmio da Rainha ou o Príncipe de Gales, ou o escudo usado por nossas grandes Escolas Públicas, ou o Rifle Match anual entre as Casas dos Lordes e os Comuns".
Em 2019, a Comissão de Caridade emitiu à National Rifle Association um conselho regulamentar formal depois de descobrir que a instituição de caridade agia fora de seus objetos de caridade, promovendo competições civis de tiros recreativos e outras atividades. Embora a ARN tenha feito progressos nesse sentido, em 2020 ela permaneceu sujeita a um exame minucioso pelo regulador devido à seriedade dessa questão.

## O National Shooting Centre
O centro original estava localizado em Wimbledon, mas no final da década de 1880 a National Rifle Association começou a procurar um novo local. No início de 1888, parecia que o Cannock Chase deveria ser selecionado entre vários locais em consideração. No entanto, esse plano fracassou alguns meses depois, e os outros locais em potencial apresentaram seus casos novamente, com o jornal Middlesex Chronicle sugerindo que uma grande área em Staines que provavelmente seria o "The New Wimbledon". Eventualmente, porém, Bisley foi selecionado. Os principais campos usados hoje em Bisley são os estabelecidas originalmente em 1890 para dar suporte à tiros de fuzil de grosso calibre.